# Jens Schäfer
Jens Schäfer (* 1963 in Hamburg) ist ein deutscher Schauspieler.
Jens Schäfer studierte Schauspiel an der Hochschule für Musik und Darstellende Kunst Frankfurt am Main. Seit 1990 ist er als Theater-Schauspieler und wenige Jahre später auch als Film- und Fernsehschauspieler tätig. Ab 1995 übernahm er bei einigen Stücken am Theater die Regie. Erwähnenswerte Filmrollen waren die Figur Andreas Straubinger in der Fernsehserie Samt und Seide (2000–2005), Tobis Kutschke in Der tote Taucher im Wald oder die Rolle des Nick Knatterton im gleichnamigen Film von 2002. 

## Filmografie (Auswahl)
- 1999: Tatort – Der Tod fährt Achterbahn
- 2000: Der tote Taucher im Wald
- 2001: Die Frau, die Freundin und der Vergewaltiger
- 2002: Nick Knatterton – Der Film
- 2004: Tatort – Nicht jugendfrei (Fernsehreihe)
- 2006: Tatort – Der schwedische Freund
- 2009: Schuldig
- 2010: C.I.S. – Chaoten im Sondereinsatz
- 2011: Tatort – Mord in der ersten Liga
- 2012: Geisterfahrer
- 2014: Ein Fall von Liebe – Annas Baby
- 2015: Morden im Norden (Fernsehserie, Folge Tödliche Beobachtung)
- 2015: Wer Wind sät – Ein Taunuskrimi (Fernsehreihe)
- 2016: Böser Wolf – Ein Taunuskrimi
- 2016: In aller Freundschaft – Die jungen Ärzte (Fernsehserie, Folge Nochmals mit Gefühl)
- 2017: Ich werde nicht schweigen
- 2018: Die Affäre Borgward
- 2020: Die Heiland – Wir sind Anwalt (Fernsehserie, Folge Ausgemustert)
- 2021: In aller Freundschaft – Die Krankenschwestern (Fernsehserie, Folge In der Familie)
- 2022: SOKO Wismar (Fernsehserie, Folge S19 E24: Egon ist tot)
- 2023: In aller Freundschaft – Die jungen Ärzte (Fernsehserie, Folge Scheidewege)
- 2024: Münter & Kandinsky